# Río Ocmulgee
El río Ocmulgee (del inglés: Ocmulgee River) es un río de la vertiente Atlántica de los Estados Unidos que discurre íntegramente por el estado de Georgia, con 410 km de largo, la cabecera más lejana del río Altamaha (de 220 km). (Si se considera con su fuente más lejana, el Yellow (de 122 km), el sistema Ocmulgee-Yellow llega a los 532 km).
Destaca por su corriente relativamente virgen y apacible, que ofrece el principal drenaje de una gran parte del Piedmont y la llanura costera del centro de Georgia.

## Descripción

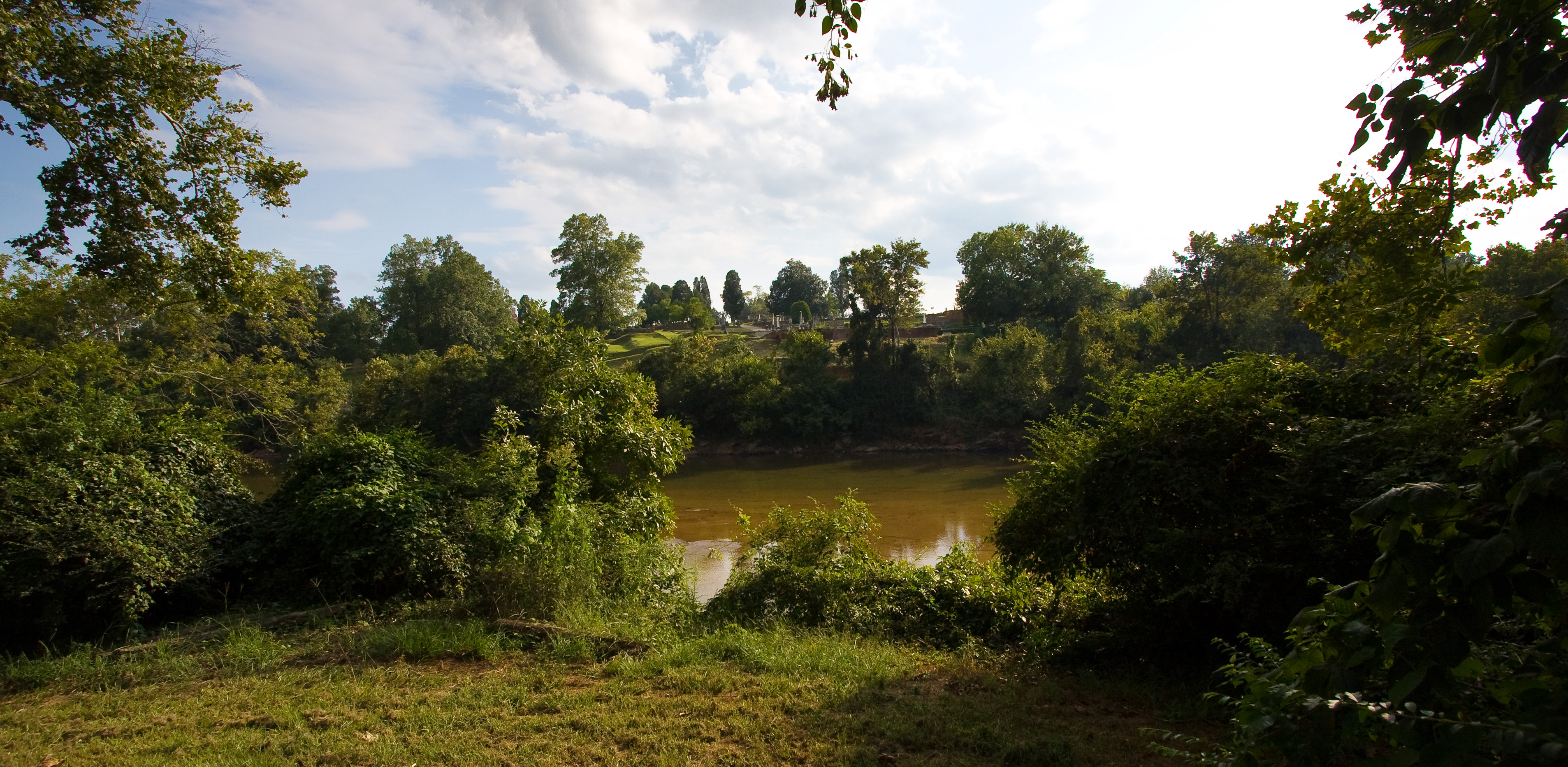
El río en Macon (Rose Hill Cemetery)

El río Ocmulgeee se forma en el centro norte de Georgia, al sureste de Atlanta, por la confluencia de los ríos Yellow (122 km), South (102,2 km), y Alcovy (111 km), que se unen como brazos del embalse del lago Jackson (19,2 km²), uno de los embalses más antiguos del estado formado tras la conclusión en 1910 de la presa Lloyd Shoals. El río fluye hacia el sudeste pasando por la ciudad de Macon (155 359 hab. en 2010), fundada en la línea de caída, y se une al Oconee desde el noroeste para formar el Altamaha, cerca de Lumber City (1247 hab. en 2000).
Aguas abajo del lago Jackson, el río fluye libremente y se considera relativamente virgen entre los ríos de la región. Su bajo gradiente de pendiente, de aproximadamente 1 m/km le da una corriente amplia y pacífica a lo largo de la mayor parte de su curso; es un destino popular para la práctica del piragüismo. Recibe las aguas residuales tratadas de 13 instalaciones a lo largo de su curso. El río es un destino popular para la pesca de peces gato y lubina o róbalo.
El 2 de junio de 1932 George W. Perry consiguió el récord mundial de pesca de perca americana o lobina negra en el lago Montgomery en el condado de Telfair. El pescado pesaba 10,92 kg. Hasta 2010 el récord no fue superado. El lago Montgomery, ahora poco profundo y cenagoso, fue un brazo muerto del río Ocmulgee.

## Historia

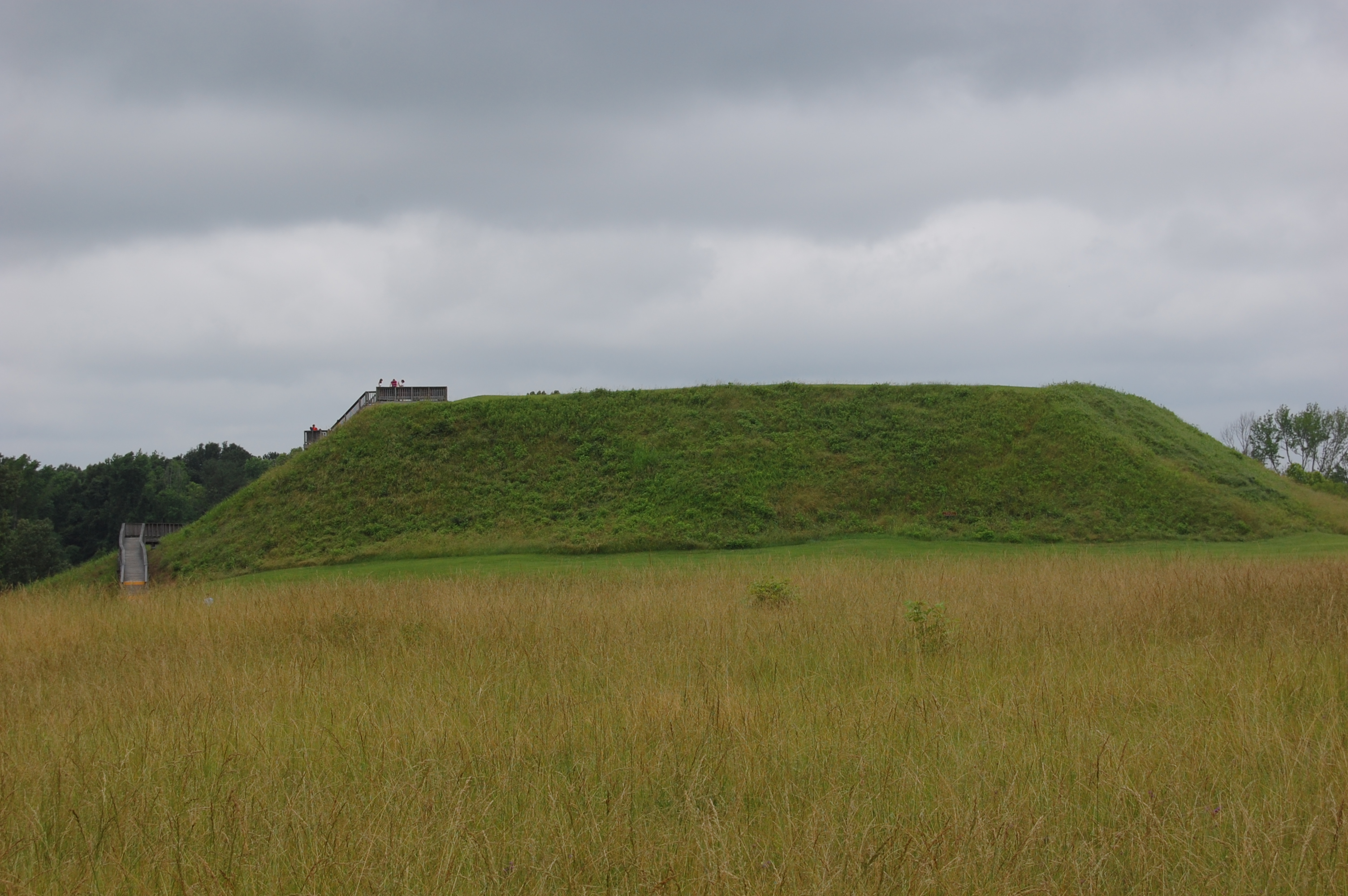
Great Temple Mound, monumento nacional Ocmulgee en Macon

Las riberas del río estuvieron pobladas por gente de la cultura misisipiana entre los siglos X y XII. El río pasa por los restos de varias aldeas prehistóricas nativas en el monumento nacional Ocmulgee, en Macon. Por esta razón el sitio Ocmulgee también se conoce como la «meseta Macon» (Macon Plateau). Fue establecido alrededor del año 950 por una población que muy probablemente migró desde el valle del río Tennessee, basándose en las evidencias cerámicas. Los habitantes establecieron un cacicazgo, que era común en la zona del Mississippi. El sitio cuenta con ocho grandes montículos de plataforma, espaciados lejanamente, y un lodge de tierra. Dentro del lodge, se formaron cuarenta y siete asientos en un banco en todo el perímetro de la habitación. Frente a esto había un banco de tres asientos en forma de efigie de un águila; probablemente fue utilizado por los líderes del cacicazgo. Hacia el año 1150 la gente abandonó el sitio.
En 1540 la gran expedición española comandada por Hernando de Soto recorrió la región y bautizó a nativos conversos en el río. Su expedición mantuvo conflictos con algunos de los nativos, saqueando a veces sus recursos y exponiéndolos a muchos enfermedades infecciosas nuevas. Estas enfermades provocaron algunas epidemias y alta mortanlidad, ya que los nativos no tenían ninguna inmunidad a tales enfermedades.[cita requerida]
En el siglo XVIII, los hitchiti, más tarde parte de la cconfederación india creek, vivieron cerca de la actual Macon en los campos Ocmulgee. El nombre del río proviene probablemente de una palabras hitchitis: oki, 'agua', y molki, 'burbujeante' o 'hirviente'.
En 1806, los EE. UU. adquirimos el área entre los ríos Oconee y Ocmulgee a los indios cCreek por el Primer Tratado de Washington. Ese mismo año ejército de Estados Unidos estableció Fort Benjamin Hawkins con vistas a los campos de Ocmulgee. En 1819 los indios creek celebraron su última encuentro en los Ocmulgee Fields.
En el mismo año, el hermano McCall estableció un taller de construcción de barcazas en Macon. El primer barco de vapor llegado al río fue en 1829. Durante el siglo XIX, el río fue la principal ruta de navegación hacia Macon, permitiendo el desarrollo de la industria del algodón en la región circundante. En 1842 el río se conectó por ferrocarril con Savannah. El río se congeló de orilla a orilla en 1886. En 1994, después de unas lluvias torrenciales unas inundaciones devastadoras causaron daños generalizados en torno a Macon.

## Afluentes del Ocmulgee
Los principales afluentes del Ocmulgee son:
- arroyo Tucsawhatchee
- arroyo Echeconnee
- arroyo Alligator (78.2 km)
- arroyo Big Indian
- arroyo Coley
- arroyo Big Horse
- arroyo Flat
- arroyo Folsom
- arroyo Horse
- arroyo Jordan
- arroyo Limestone
- río Little Ocmulgee (arroyo Gum Swamp) (45.5 km)
- arroyo Little Shellstone
- arroyo Little Sturgeon
- arroyo Mossy
- arroyo Otter
- arroyo Richland
- arroyo Sandy Run
- arroyo Savage
- arroyo Shellstone
- arroyo South Shellstone
- arroyo Sturgeon
- arroyo Sugar
- arroyo Ten Mile